# Progale

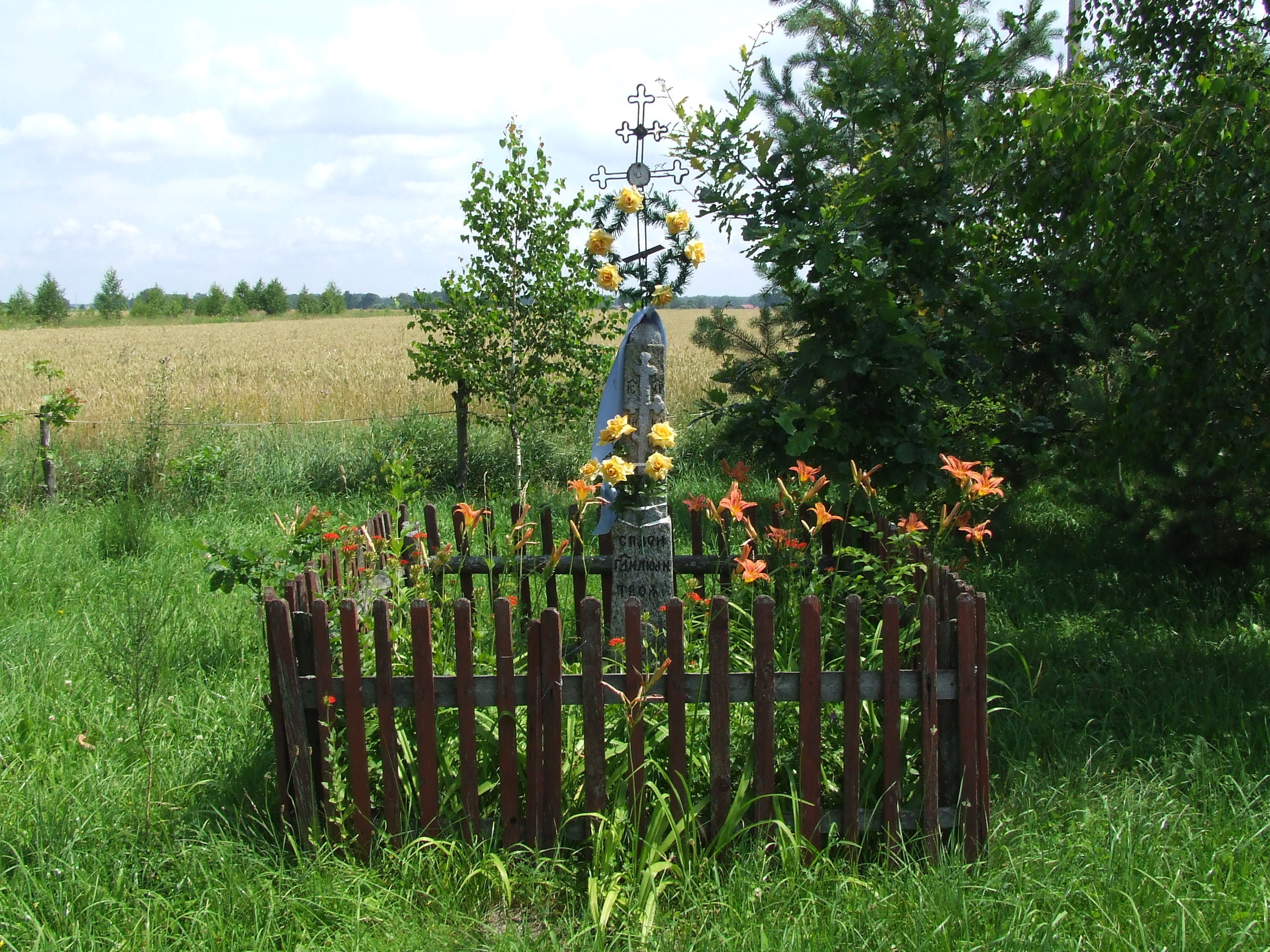
Prawosławny krzyż wotywny

Progale (do 31 grudnia 2002 Prohale) – wieś w Polsce położona w województwie podlaskim, w powiecie hajnowskim, w gminie Hajnówka
W latach 1975–1998 miejscowość administracyjnie należała do województwa białostockiego. 1 stycznia 2003 nastąpiła zmiana nazwy przysiółka z Prohale na Progale.
Wieś powstała przed 1765 rokiem.
Według stanu z 31 grudnia 2012 mieszkało tu 27 stałych mieszkańców.
Prawosławni mieszkańcy wsi należą do parafii Wniebowstąpienia Pańskiego w Nowoberezowie, a wierni kościoła rzymskokatolickiego do parafii Podwyższenia Krzyża Świętego i św. Stanisława, Biskupa i Męczennika w Hajnówce.